# Загальнонаукові методи
Загальнонауко́ві ме́тоди використовуються в теоретичних і емпіричних дослідженнях. До них належать:
- аналіз і синтез;
- індукція і дедукція;
- аналогія і моделювання;
- абстрагування і конкретизація;
- системний аналіз
- редукціонізм i холізм.